# بندقية الشغب

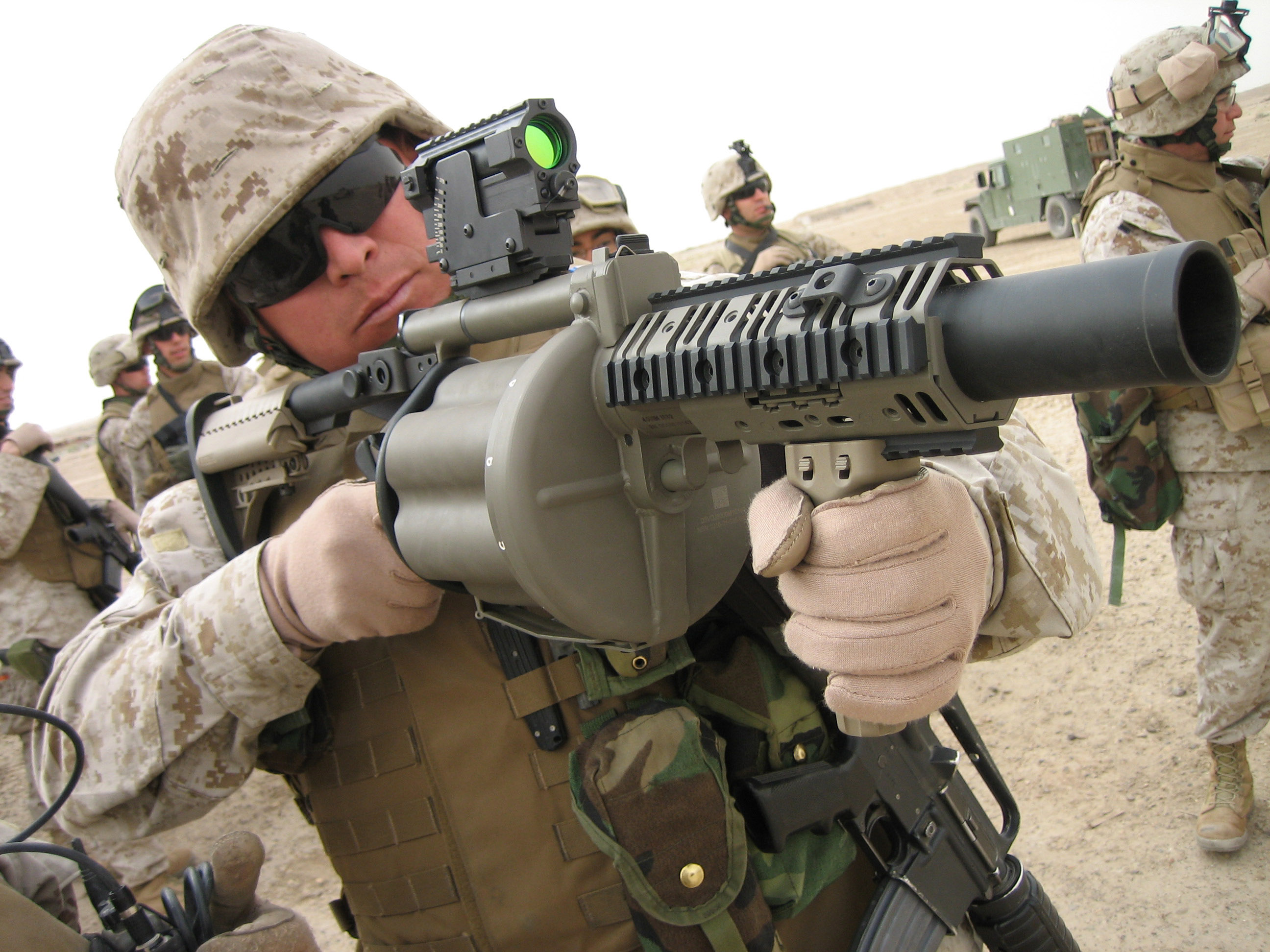

بندقية الشغب (بالإنجليزية: riot gun) (وتسمى أيضا القاذفة الأقل ضررا less-lethal launcher) هي نوع من الأسلحة اليدوية، يستخدم لإطلاق ذخيرة أقل ضررا، لغرض التحكم والسيطرة على حالات الشغب في المظاهرات. وتصمم تلك البنادق لأغراض خاصة كما في مكافحة الشغب، أو في الأسلحة العادية، وعادة ما تشبه بنادق الرش أو قاذفات القنابل اليدوية ولكن مزودة بذخيرة مناسبة. العديد من تلك البنادق ذات عيار 37 ملم أو 40 ملم.